# Puente Nelson Mandela (El Prat de Llobregat)
El puente Nelson Mandela está ubicado en el municipio de El Prat de Llobregat (Cataluña, España) y es el último puente sobre el río Llobregat antes de llegar a la desembocadura. Fue inaugurado el mes de abril de 2015 y se bautizó con el nombre del político Sudafricano, Nelson Mandela el 11 de febrero de 2016. Hasta entonces fue conocido como Puente del polígono del Pratenc, puente del Vial Puerto - Aeropuerto, puente de la Gola del Llobregat o simplemente como nuevo puente de El Prat.

## Proyecto
La obra está situada en El Prat de Llobregat, Barcelona, entre el Puerto de Barcelona y el Aeropuerto del Prat; el puente soporta el vial que unirá ambas infraestructuras cerca del espacio natural protegido del Delta del Llobregat, que cuenta con una valiosa diversidad de vegetación y fauna, aves particularmente. También limita con el Parque Agrario del Llobregat, una zona agrícola que aguanta a duras penas a pesar de la presión urbanística que recibe del Área Metropolitana de Barcelona.
Para ampliar el Puerto de Barcelona se desvió el río Llobregat, debido a esta actuación el Polígono Pratenc quedó casi aislado del núcleo urbano del Prat. Con la construcción del nuevo puente se da acceso directo a la zona y se mejora la conexión con la ZAL (Zona de Actividades Logísticas del Puerto). 

## Características técnicas

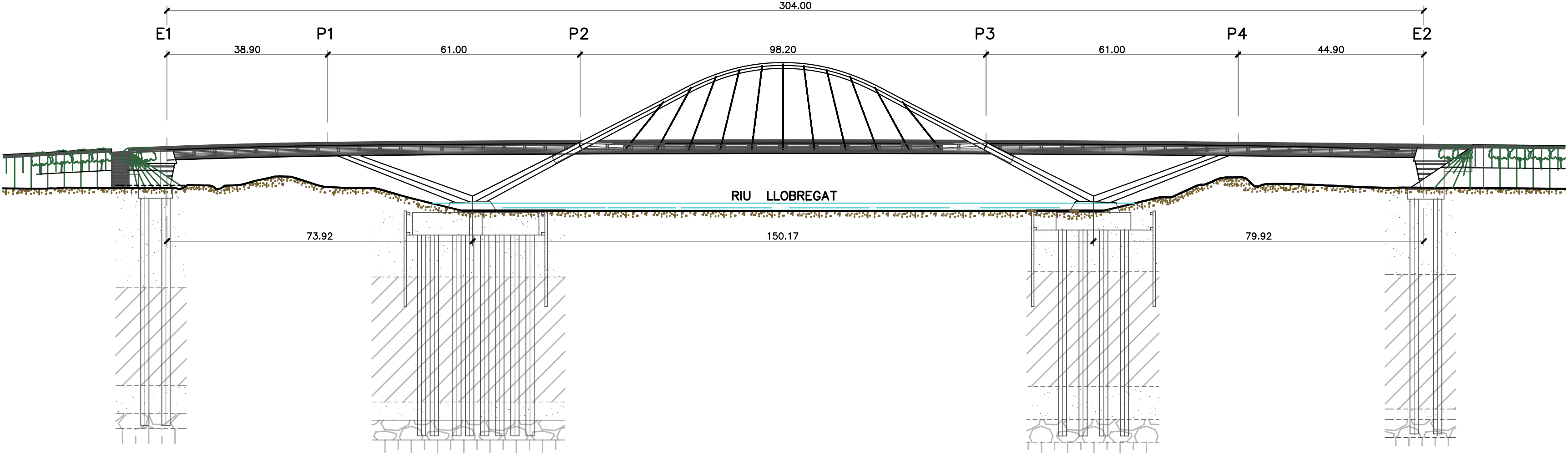
Alzado general del Puente Nelson Mandela en El Prat de Llobregat.

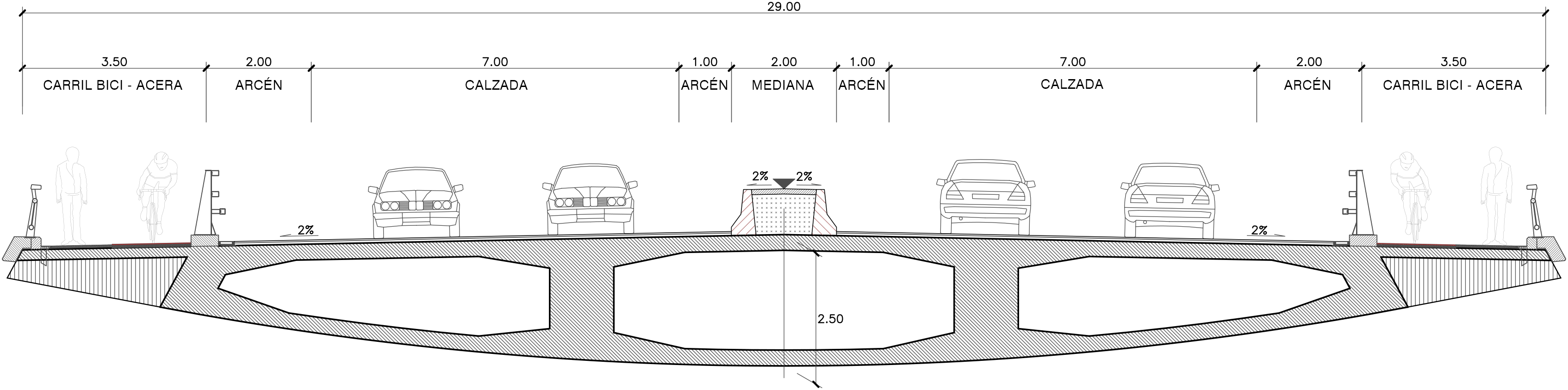
Sección tipo del Puente Nelson Mandela en El Prat de Llobregat.

El puente tiene 304 m de longitud, con un vano central de 150 m y un ancho de 29 m. Combina el esquema resistente de dos arcos inclinados lateralmente con tablero intermedio y pilas en forma de trípode invertido.
El puente destaca entre los puentes del río Llobregat y entre los catalanes. Su luz principal, 150 m, lo sitúa en tercera posición, igualando al puente sobre el Ebro de Riba-roja, el primero y segundo son los puentes de Tortosa (180 m) y de Mora d’Ebre (170 m). El Puente Nelson Mandela es una obra icónica con un formalismo estructural muy singular, que además, es el mayor arco de Cataluña.
En cuanto a la tipología, el vano central está soportado por los arcos superiores, y las pilas inclinadas se empotran en el tablero formando un esquema de pórtico.
El tablero es un cajón tricelular de hormigón postesado de 29 m de ancho y canto constante de 2,50 m. El paramento inferior es una superficie curva circular.

## Ejecución de las obras

Evolución de las obras del Puente Nelson Mandela en El Prat de Llobregat entre el 2008-2015.

La obra fue licitada por Infraestructures de la Generalidad de Cataluña en 2008 y se inauguró en abril de 2015. La obra costó 29 millones de euros.
Las obras fueron ejecutadas por la empresa contratista principal COPISA y los subcontratistas fueron Mekano4 (para el post-tesado), VSL (que instaló los tirantes y aparatos de apoyo), Cimbras y geotécnica, SL (Cimbra) y CEMEX (para el hormigón). Control de calidad fue realizado por Paymacotas, SA, Eptisa, SL, Metiri Consulting, SL. El proyecto inicial fue realizado por las empresas Geoplank, S.A. y APIA XXI y la dirección de las obras fue realizada por Enginyeria Reventós, SL y SAEM.

## Premios y reconocimientos
- Obra finalista en la categoría Infraestructuras y urbanismo del Premio Obras CEMEX.[11]

## Galería de imágenes

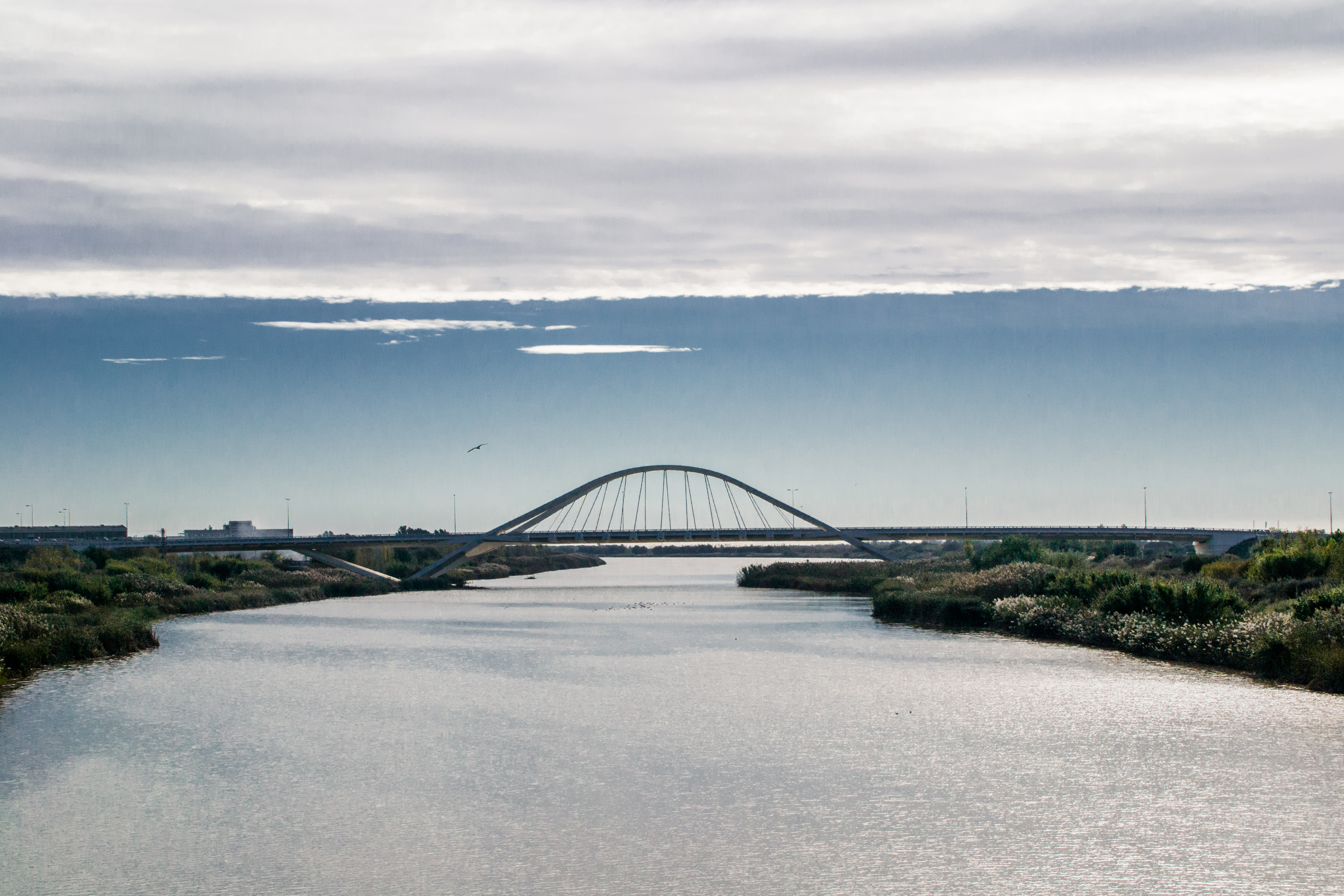
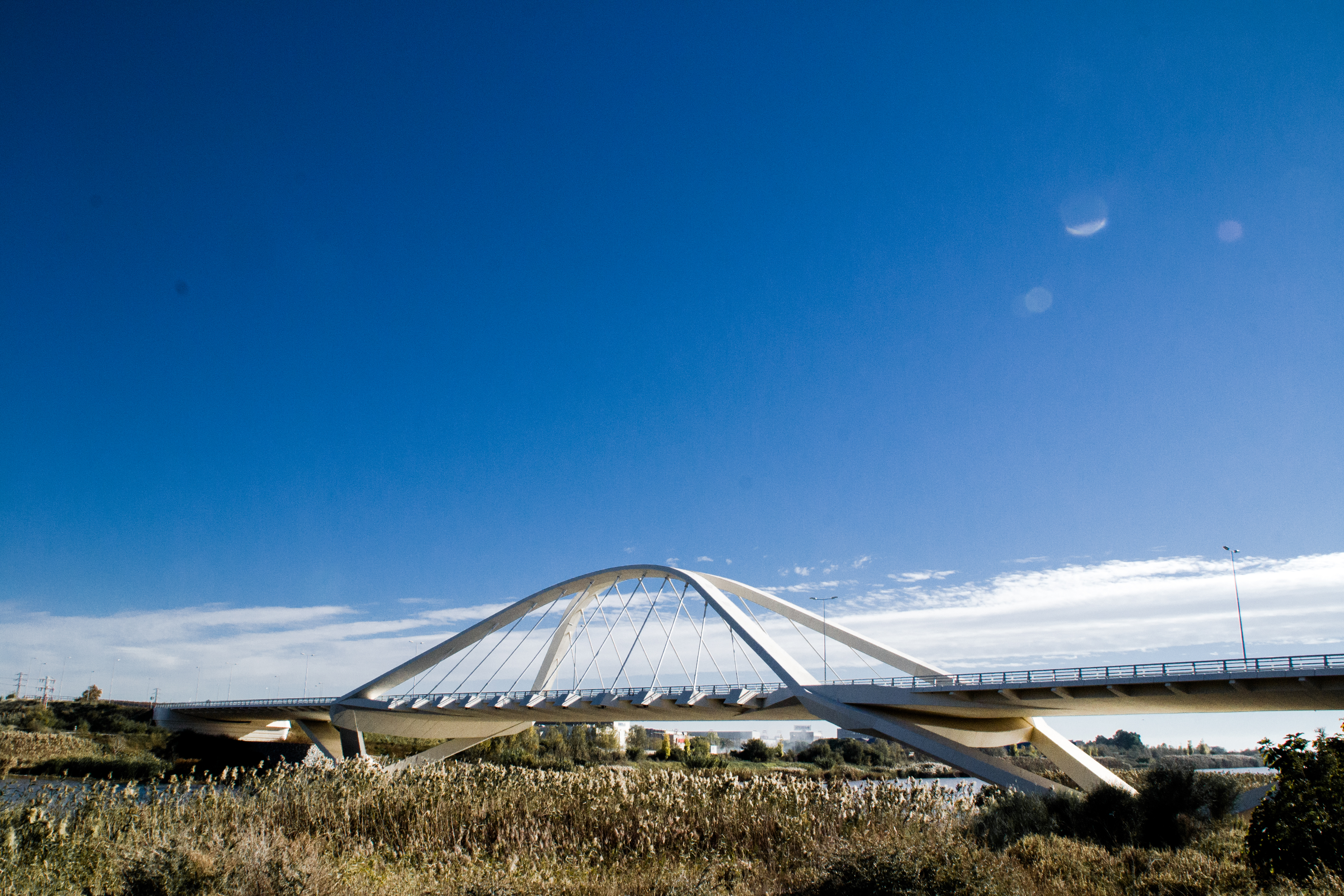
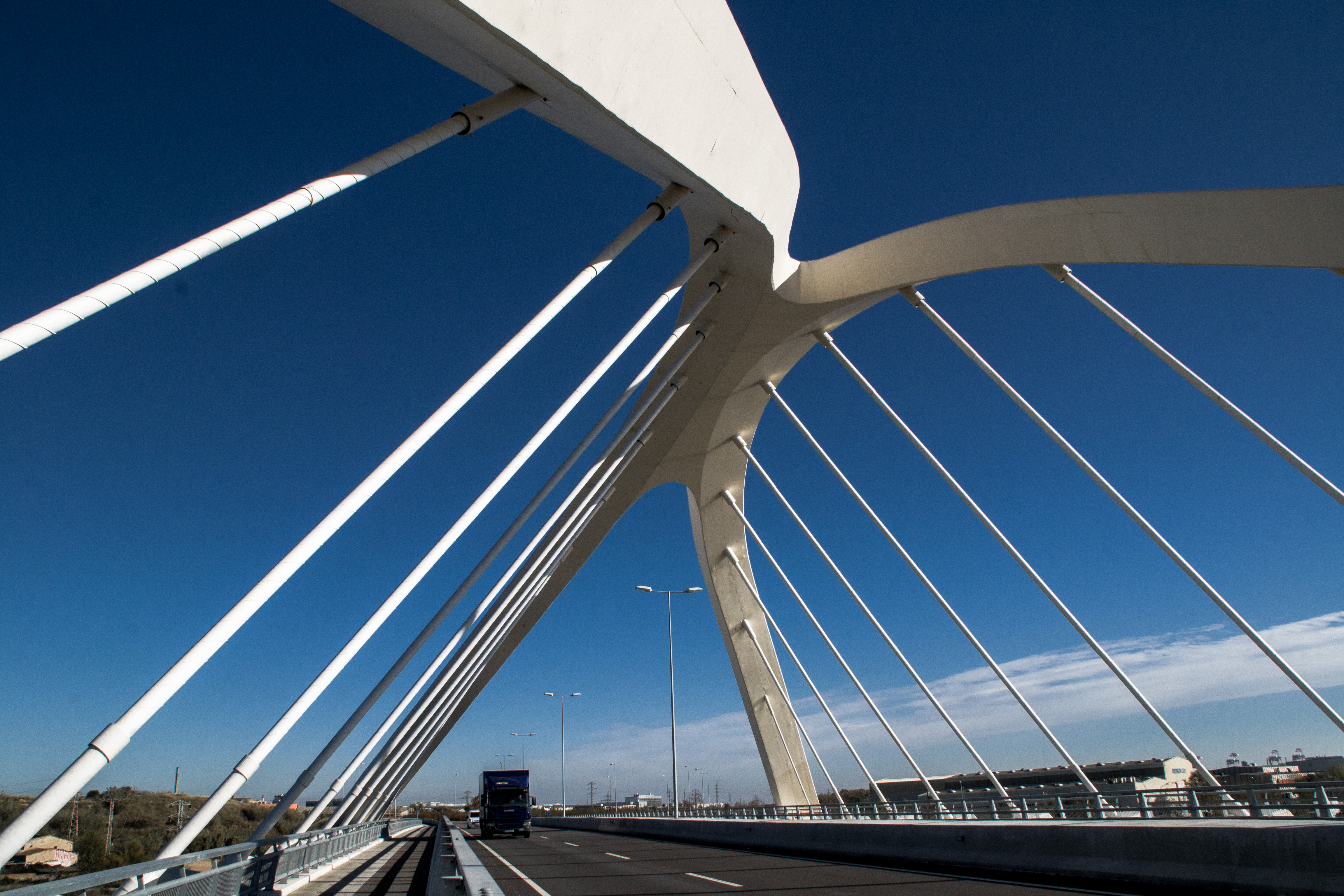